# Équipe de Norvège des moins de 17 ans de football
Maillots
L'équipe de Norvège de football des moins de 17 ans est constituée par une sélection des meilleurs joueurs norvégiens de moins de 17 ans sous l'égide de la Fédération de Norvège de football.

## Parcours

### Parcours en Championnat d'Europe
- 1982 : Non qualifiée
- 1984 : Non qualifiée
- 1985 : 1er tour
- 1986 : 1er tour
- 1987 : 1er tour
- 1988 : 1er tour
- 1989 : 1er tour
- 1990 : Non qualifiée
- 1991 : Non qualifiée
- 1992 : Non qualifiée
- 1993 : Non qualifiée
- 1994 : Non qualifiée
- 1995 : 1er tour
- 1996 : Non qualifiée
- 1997 : Non qualifiée
- 1998 : 1er tour
- 1999 : Non qualifiée
- 2000 : Non qualifiée
- 2001 : Non qualifiée
- 2002 : Non qualifiée
- 2003 : Non qualifiée
- 2004 : Non qualifiée
- 2005 : Non qualifiée
- 2006 : Non qualifiée
- 2007 : Non qualifiée
- 2008 : Non qualifiée
- 2009 : Non qualifiée
- 2010 : Non qualifiée
- 2011 : Non qualifiée
- 2012 : Non qualifiée
- 2013 : Non qualifiée
- 2014 : Non qualifiée
- 2015 : Non qualifiée
- 2016 : Non qualifiée
- 2017 : 1er tour
- 2018 : Quart-de finaliste
- 2019 : Non qualifiée
- 2020 - 2021 : Editions annulées
- 2022 : Non qualifiée
- 2023 : A venir

### Parcours en Coupe du monde
| - 1985 : Non qualifiée - 1987 : Non qualifiée - 1989 : Non qualifiée - 1991 : Non qualifiée - 1993 : Non qualifiée - 1995 : Non qualifiée - 1997 : Non qualifiée - 1999 : Non qualifiée - 2001 : Non qualifiée - 2003 : Non qualifiée - 2005 : Non qualifiée - 2007 : Non qualifiée - 2009 : Non qualifiée - 2011 : Non qualifiée - 2013 : Non qualifiée - 2015 : Non qualifiée - 2017 : Non qualifiée - 2019 : Non qualifiee - 2023 : A venir |